# Бернд Лено
Бернд Ле́но (нім. Bernd Leno; нар. 4 березня 1992, Бітігайм-Біссінген, Баден-Вюртемберг, Німеччина) — німецький футболіст. Воротар клубу «Фулгем».

## Титули та досягнення
- «Штутгарт U-17»:

Чемпіон Німеччини серед юнаків (U-17) (1): 2009
- Німеччина U-17

Чемпіон Європи серед юнаків (U-17) (1): 2009
- Німеччина:

Володар Кубка конфедерацій (1): 2017
- «Арсенал»:

Володар Кубка Англії (1): 2020
Володар Суперкубка Англії (1): 2020